# Ельгефт
Ельгефт (нім. Ellhöft) — громада в Німеччині, розташована в землі Шлезвіг-Гольштейн на кордоні з Данією. Входить до складу району Північна Фризія. Складова частина об'єднання громад Зюдтондерн.
Площа — 7,82 км2. Населення становить 111 ос. (станом на 31 грудня 2020).